# A.S.D. Alliphae
ASD Alliphae là một câu lạc bộ bóng đá Ý có trụ sở tại Alife, Caserta, Campania.

## Lịch sử
Câu lạc bộ được thành lập năm 2007 với tên ASD Atletico Matese Alife và được tài trợ bởi Banca Capasso Antonio - S.P.A., ngân hàng địa phương của Alife.

## Màu sắc và huy hiệu
Màu sắc nhà của Alliphae là màu vàng và màu xanh. Huy hiệu mô tả một con voi đang đội vương miện chơi bóng đá.

## Câu lạc bộ địa phương
Đối thủ gần nhất của họ về khoảng cách là các câu lạc bộ ở Piimonte Matese, Tre Pini Matese và FWP Matese. Alliphae cũng có một sự cạnh tranh với Caserta dựa trên trang phục Casertana khi tham gia Lega Pro. Khoảng cách giữa Alife và Piedimonte Matese là khoảng 3,3 dặm (5,5   km), trong khi Caserta là khoảng 24 dặm (40 km) đi.